# Esther Rantzen

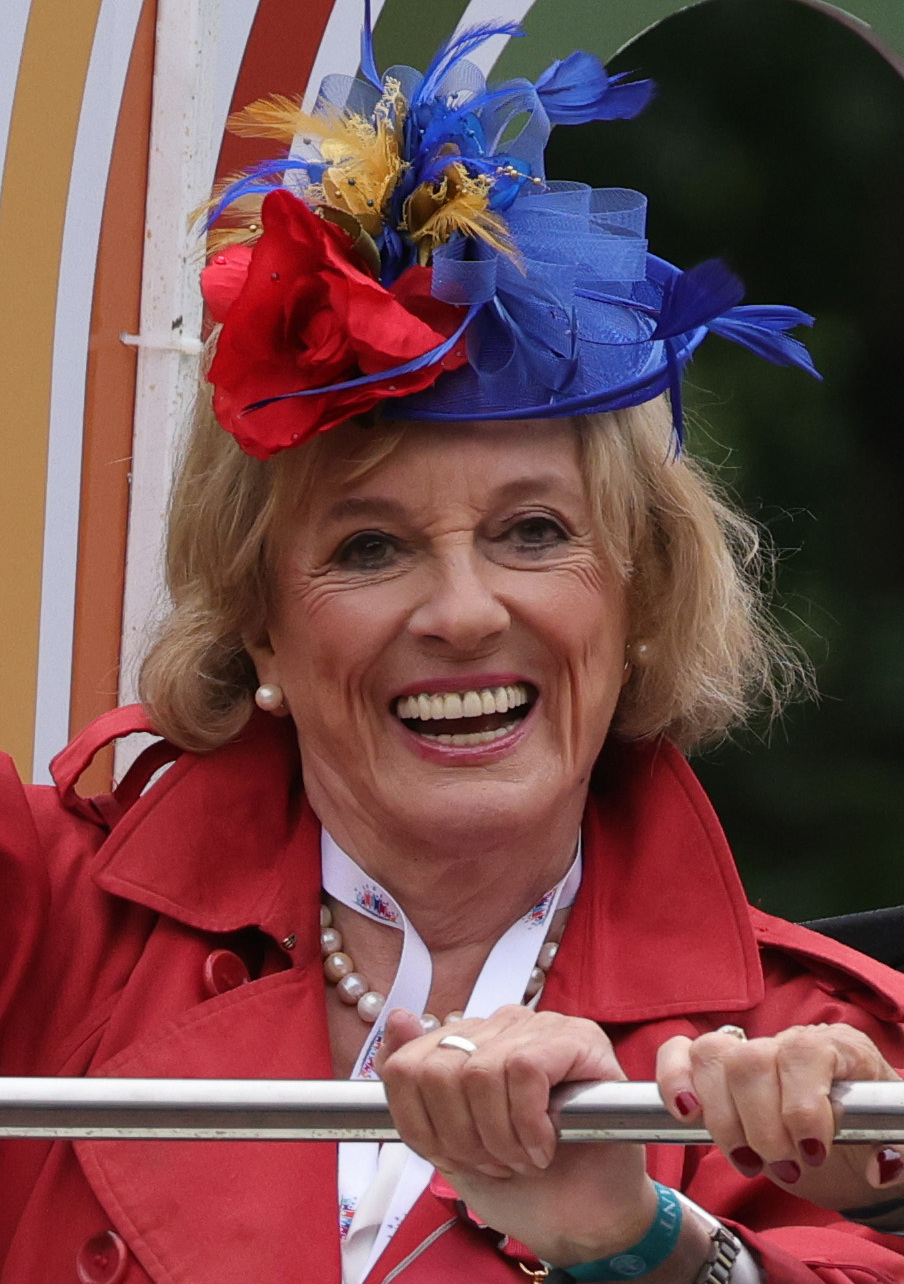
Esther Rantzen (2022)

Dame Esther Louise Rantzen DBE (* 22. Juni 1940 in Berkhamsted) ist eine britische Fernsehmoderatorin und Autorin, deren Name vor allem mit der BBC-Fernsehshow That’s Life! (1973–1994) verbunden ist.

## Leben
Rantzen wurde 1940 in Berkhamsted geboren. Sie studierte Anglistik und hält einen Master-Abschluss vom Somerville College der University of Oxford. Rantzen begann ihre berufliche Laufbahn 1963 als Managerin eines Radiostudios der British Broadcasting Corporation (BBC). Wenig später wechselte sie als Journalistin zur BBC-Nachrichtensendung Nationwide. Eine ähnliche Anstellung führte sie anschließend zu Braden’s Week, einer BBC-Verbraucherschutzsendung, die von dem kanadischen Journalisten Bernard Braden moderiert wurde. Als dieser von der Sendung absprang und die BBC ihr Interesse zur Weiterführung der Sendung bekundete, übernahm Rantzen den Sendeplatz der Sendung und begründete damit die Fernsehshow That’s Life!, die sie von der Erstausstrahlung 1973 bis zur Einstellung 1994 moderierte. That’s Life! kombinierte Unterhaltungsfernsehen mit Informationselementen und Investigativjournalismus. In vielen Fällen nahm die Sendung Randnotizen der damaligen Nachrichten humorvoll unter die Lupe. Zugleich übernahm die Sendung auch den Fokus auf Verbraucherschutzaspekte der Vorgängersendung. Rantzen fungierte dabei nicht nur als Moderatorin, sondern auch als Produzentin der Show, und hatte somit die gesamte Kontrolle über die Programmgestaltung der Sendung. Die Show erfreute sich großer Beliebtheit beim britischen Publikum. Oftmals entfaltete sie auch eine politische Wirkung und unterstützte unter anderem Kampagnen für die Legitimation von Organtransplantationen, für Sicherheitsgurte im Auto oder gegen den sexuellen Missbrauch von Kindern. Es war ebenfalls That’s Life!, in der Nicholas Winton als Retter hunderter jüdischer Kinder im Zweiten Weltkrieg und somit als „britischer Schindler“ identifiziert wurde. Mit ihrem Erfolg mit That’s Life! gilt Rantzen als Wegbereiterin für Fernsehmoderatorinnen im britischen Fernsehen.
Nach dem Ende von That’s Life! hatte sie von 1994 bis 2002 mit Esther eine eigene Talkshow auf BBC Two. Parallel moderierte sie mit That’s Esther auch eine Sonntagnachmittagssendung für ITV. 2004 nahm sie an Strictly Come Dancing teil. Ein weiterer Ausflug ins Reality-TV führte sie 2008 zur britischen Version von I’m a Celebrity … Get Me Out of Here! Neben ihrer beruflichen Karriere war Rantzen auch karitativ und politisch tätig. 1986 gründete sie die Stiftung ChildLine, die britischen Kindern und Teenagern psychologische Beratungen und andere Hilfsangebote bereithält. 2011 wurde die Stiftung Teil der National Society for the Prevention of Cruelty to Children. Das Angebot der Stiftung umfasst insbesondere eine Hotline für Kinder in Notsituationen. Zwischenzeitlich war sie bei den Unterhauswahlen 2010 als unabhängige Kandidatin im Wahlkreis Luton South angetreten. Die Amtsinhaberin Margaret Moran war in einen Skandal um unrechtmäßige Spesenabrechnungen von Unterhausabgeordneten verwickelt gewesen und Rantzen trat als Anti-Establishment-Kandidatin an, gewann aber nicht einmal 5 % der Stimmen. 2013 gründete sie die Organisation The Silver Line, die sich dem Kampf gegen die Einsamkeit unter der älteren Bevölkerung verschrieb. Ähnlich wie ChildLine betreibt die Stiftung eine Hotline für ältere Britinnen und Briten, die Rat und Trost in der Einsamkeit spenden soll. 2019 ging diese Stiftung in Age UK auf. 2023 gab sie bekannt, dass sie an Lungenkrebs in einem fortgeschrittenen und potenziell tödlichen Stadium leide und sie der Schweizer Organisation Dignitas beigetreten sei, um gegebenenfalls Sterbehilfe in Anspruch nehmen zu können, falls die Behandlung des Krebs keinen Erfolg habe. Gleichzeitig forderte sie die britische Politik zu Gesetzesreformen auf, um Sterbehilfe auch im Vereinigten Königreich zu legalisieren. Als Ende November 2024 das britische Unterhaus in zweiter Lesung das Terminally Ill Adults (End of Life) Bill annahm und damit zum ersten Mal den Gesetzgebungsprozess für ein Sterbehilfe erlaubendes Gesetz in die nächste Phase vorrücken ließ, äußerte Rantzen öffentlich ihre Überraschung und Erleichterung über den Ausgang der Abstimmung.
Rantzen war mit dem BBC-Produzenten Desmond Wilcox (1931–2000) verheiratet. Sie hat zwei Töchter und einen Sohn. 2001 veröffentlichte sie unter dem Titel Esther ihre Autobiografie. Zwei Jahre später folgte unter dem Titel A Secret Life ein Roman über eine Investigativjournalistin.

## Ehrungen

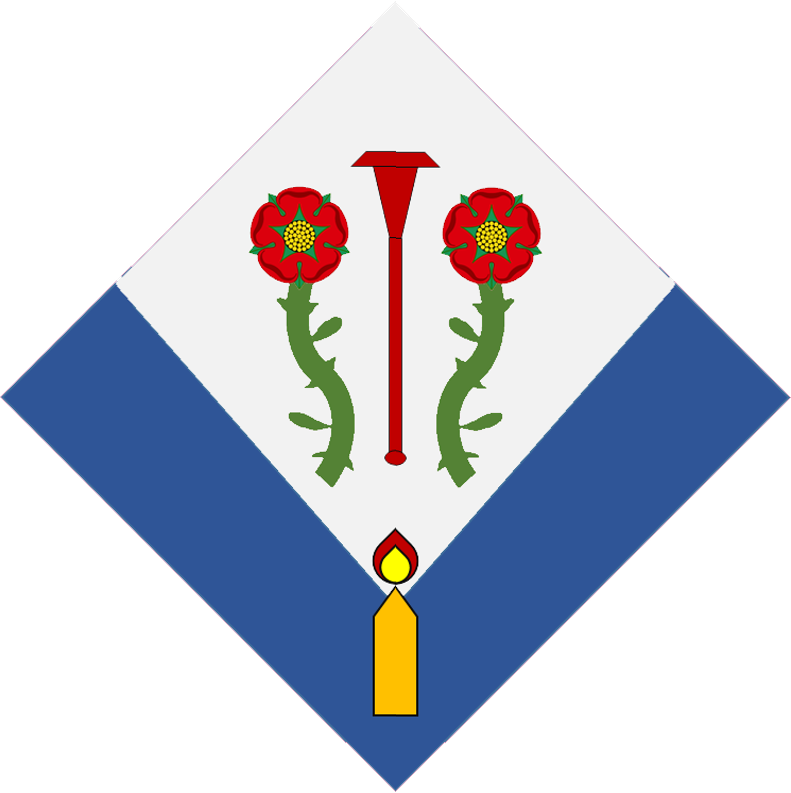
Das Wappen Esther Rantzens

- 1988: Richard Dimbleby Award der British Academy of Film and Television Arts[13]
- 1991: Officer des Order of the British Empire (OBE)[2]
- 2006: Commander des Order of the British Empire (CBE)[2]
- 2005: Ehrenpreis fürs Lebenswerk bei den Women in Film and Television Awards[7]
- 2009: Ehrendoktor der Staffordshire University[14]
- 2015: Ernennung zur Dame Commander des Order of the British Empire (DBE)[5]

Am 31. Mai 2018 wurde Rantzen vom College of Arms bemächtigt, ein eigenes Wappen zu führen.

## Werke (Auswahl)
- Esther: The Autobiography. BBC Books, London 2001. ISBN 0-563-53741-8.
- A Secret Life. Roman. Century, London 2003. ISBN  978-0712617451.
- Older & Bolder: My A–Z of Surviving Almost Everything. Ebury, London 2023. ISBN  978-1529908152.